# タスクマネージャー

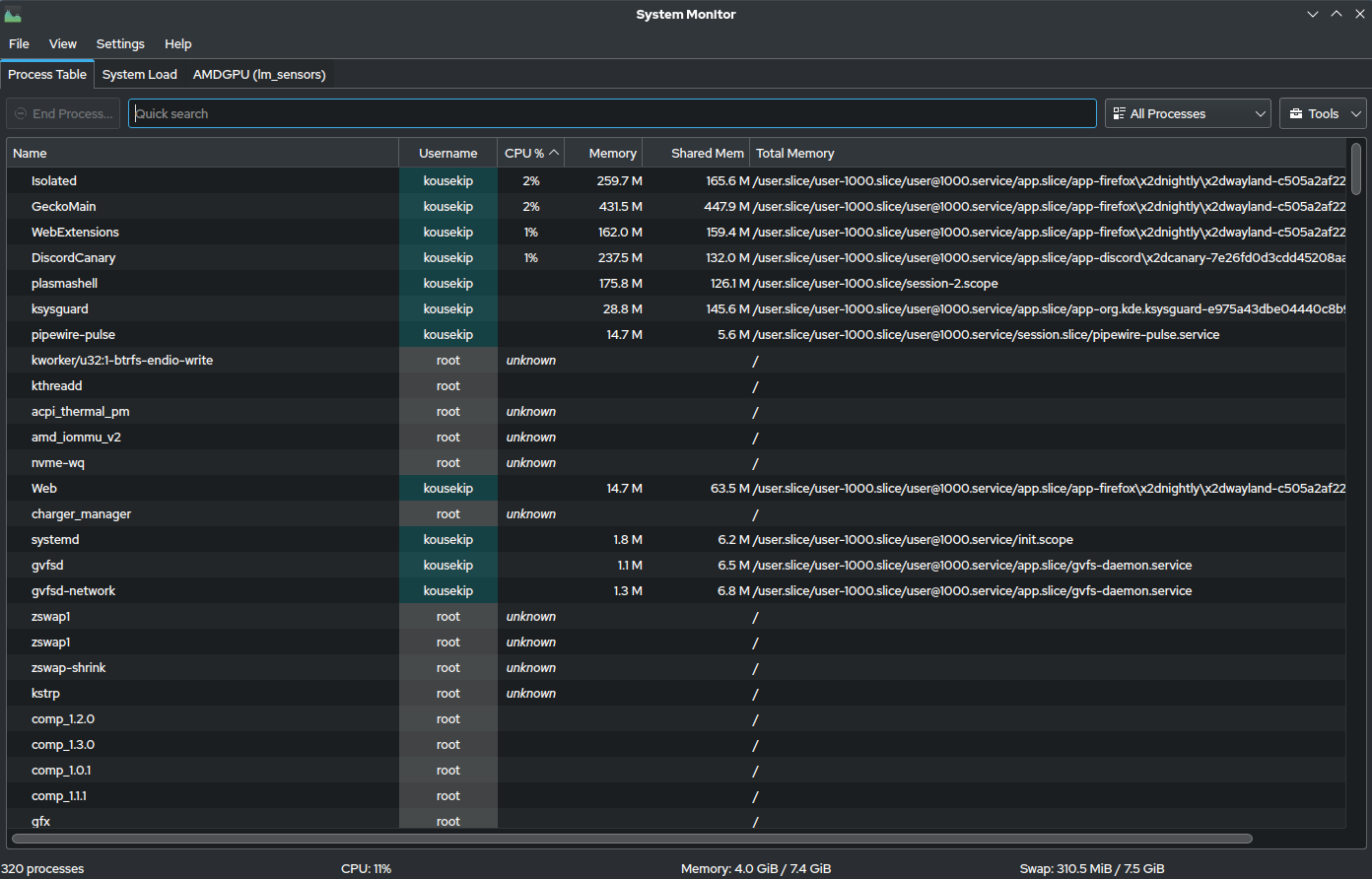
KDE Plasma 5上で動作するKDE System Guardは、タスクマネージャーの一例である。

タスクマネージャー（英語: task manager）とはコンピュータ上で動作しているプロセスやプログラムやコンピュータ自体の一般的な状態に関する情報を提供するシステムモニタプログラムである。一部の実装ではプロセスやプログラムを終了させるだけでなく、プロセスの優先度を変えることもできる。一部の環境では、ユーザーはControl-Alt-Deleteボタンを押すことでタスクマネージャーにアクセスできる。
現在動作しているサービス（プロセス）を表示するだけでなく、それらを止めることもできる。また、把握できる場合サービス（プロセスのIDやグループ）に関する情報も表示される。

## 主なタスクマネージャー
- WindowsのWindows タスク マネージャー
- macOSのアクティビティモニタ
- ps (UNIX)
- ほとんどのUnix系システムに搭載され、他のタスクマネージャーの原型になったtop (UNIX)
- MS-DOSのtasklist for MS-DOS
- Linuxシステムのhtop
- 無料版と有料版があるWindows対応のAnvir Task Manager
- BSD、Solaris、Mac OS X、Windowsに対応したGKrellM。実際はシステムモニタ（プロセスなどを終了させることはできない）。
- Linux、FreeBSD、OpenBSDに対応したConky。GKrellMと同種。
- Gnomeデスクトップを搭載したLinuxシステムのGnome System Monitor
- K Desktop Environment 3のKDE System GuardとKTop
- LXDEのタスクマネージャーであるLxTask。Puppy Linuxでも使われている。
- Windows CE端末とLinuxに対応したRemote Task Monitor
- Nigel's Monitorのnmon short。多くのCPUとO/Sアーキテクチャに対応。
- Chromiumベースのブラウザのブラウザタスクマネージャー。